# Concierto para violonchelo n.º 1 (Shostakóvich)

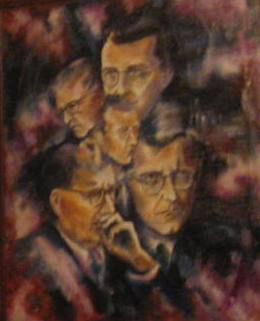
Las caras de Shostakovich. Tatyana Apraksina. Óleo sobre lienzo, 1986.

El Concierto para violonchelo nº. 1 en mi bemol mayor, opus 107, fue compuesto en 1959 por Dmitri Shostakóvich. 
Escribió la obra para su amigo Mstislav Rostropovich, quien se lo aprendió de memoria en cuatro días y lo estrenó el 4 de octubre de 1959, con Yevgeni Mravinski dirigiendo la Orquesta Filarmónica de San Petersburgo en la sala principal del Conservatorio de San Petersburgo. La primera grabación fue hecha en noviembre de ese mismo año por Rostropovich y la Orquesta de Filadelfia, dirigida por Eugene Ormandy.